# Kochosa australia
Espèce
Kochosa australia est une espèce d'araignées aranéomorphes de la famille des Lycosidae.

## Distribution
Cette espèce est endémique d'Australie. Elle se rencontre dans le Sud-Est de l'Australie-Méridionale, dans le Sud de l'Australie-Occidentale, au Queensland, en Nouvelle-Galles du Sud et au Victoria.

## Description
Le mâle holotype mesure 3,35 mm et la femelle paratype 4,52 mm, les mâles mesurent de 3,30 à 4,21 mm et les femelles de 3,85 à 4,52 mm.

## Systématique et taxinomie
Cette espèce a été décrite par Framenau, Castanheira et Yoo en 2023.

## Étymologie
Son nom d'espèce lui a été donné en référence au lieu de sa découverte, l'Australie.

## Publication originale
- Framenau, Castanheira & Yoo, 2023 : « The artoriine wolf spiders of Australia: the new genus Kochosa and a key to genera (Araneae: Lycosidae). » Zootaxa, no 5239(3), p. 301-357.